# Diamond Bar
Diamond Bar ist eine Stadt im östlichen Los Angeles County, Kalifornien, Vereinigte Staaten. Im Jahr 2020 lebten dort 55.072 Einwohner. Die Stadt ist benannt nach dem 1918 registrierten Brandeisens „diamond over a bar“ des Farmeigentümers Frederick E. Lewis. Die Stadt beherbergt einen öffentlichen Los Angeles County Golfplatz. Sie ist zusätzlich der Heimatort der „Diamond Bar Country Estates“, einem privaten geschlossenen Wohnkomplex.
Diamond Bar ist gelegen an der Verbindung der beiden Freeways Pomona und Orange. Diamond Bar ist vorwiegend für seine im Umland verteilten Shopping Center bekannt. Die Stadt ist umgeben von den Gemeinden Brea, Walnut, Chino Hills, Rowland Heights, Pomona und der Industry.
Das nördliche Diamond Bar ist ein Teil des Pomona Unified School District. Das südliche Diamond Bar ist Teil des Walnut Valley Unified School District. Die Stadt hat zudem die erste Wassterstoff-Tankstelle im Süden Kaliforniens, nahe dem „South Coast Air Quality Management District“-Gebäude. Entsprechend dem United States Census 2010 hat Diamond Bar eines der höchsten mittleren Haushaltseinkommen im Land mit 88.422 US-Dollar, wobei 5,9 % der Bevölkerung unter der Armutsgrenze leben.

## Geschichte
Im Jahr 1840 erhielt Jose de la Luz Linares die 1760 Hektar große „Ranch of the Walnut Trees“ (deutsch: „Ranch der Walnussbäume“) vom Gouverneur Juan Alvarado. Das Land beinhaltete den Brea Canyon und das östliche Walnut Valley. Linares starb 1847 und seine Witwe verkaufte einen Teil des Landes an Ricardo Vejar für 100 Dollar in Waren, 100 Kälber und die Übernahme der verbliebenen Schulden ihres verstorbenen Ehemanns. Vejar besaß ebenfalls die Ranch San Jose im Osten und erwarb den Rest der Ranch Nogales über die nächsten 10 Jahre.
Nach einiger Zeit, insbesondere nach der Übernahme Kaliforniens durch die Vereinigten Staaten, wurde Los Nogales in mehrere kleine Teile aufgeteilt und diese verkauft. Das größte Teilstück war die Diamond Bar Ranch. Zu dieser Zeit war sie eine der größten Arbeitsrinder Ranches im Westen der Vereinigten Staaten. Die komplette Diamond Bar Ranch wurde von der Transamerica Corporation in den 1950er Jahren gekauft, um eine der ersten geplanten Gemeinden Amerikas zu entwickeln. Transamerica gab der Gemeinde den Namen Diamond Bar und integrierte die „diamond and bar cattle“ Marke in verschiedene Logos, wovon viele heute noch in Verwendung sind.
Die ersten Häuser wurden 1960 in direkter Nachbarschaft zum geplanten Pomona Freeway gebaut, welcher zehn Jahre später in diesem Gebiet fertiggestellt wurde. Die Stadt und die Einwohnerzahl entwickelten sich rasant nach dessen Inbetriebnahme.
Transamerica überwachte die komplette Entwicklung der Gemeinde in den 1960er Jahren. Die Trancamerica Corporation veräußerte sämtliche Immobilienbeteiligungen in den 1970er und 1980er Jahren. Als Ergebnis wurde das Diamond Bar Projekt an viele verschiedene Investoren verkauft und viele Punkte des Plans konnten in der zweiten Hälfte der Umsetzungsphase in den 1980er Jahren nicht realisiert werden.
Die Stadt Diamond Bar wurde am 8. April 1989 eingetragen.

## Lage
Diamond Bar liegt im Los Angeles County. Die Hauptstraße, der Diamond Bar Boulevard, verläuft entlang der Unterseite des Tales, welches schließlich in den Brea Canyon übergeht. Entlang des Boulevards befinden sich Wohnhäuser auf den umgebenen Hügeln der Stadt. Diamond Bar liegt zwischen den Enden der Verwerfungen „Chino Fault“ und „Whittier Fault“, welche beide ein Teil der größeren „Elsinore Fault Zone“ bilden.
Diamond Bar liegt in der südöstlichen Ecke des San Gabriel Valleys im östlichen Los Angeles County. Die Stadt liegt 43 km (27 Meilen) östlich von Downtown Los Angeles. Die Nachbargemeinden der Stadt sind Walnut, Rowland Heights und Pomona. Diamond Bar ist ebenfalls benachbart zur Inland Empire Region, mit Chino Hills direkt im Osten und den Städten Brea und La Habra im Orange County im Süden.
Entsprechend dem United States Census Bureau hat die Stadt eine Gesamtfläche von 39 km² (14,9 Quadratmeilen) ohne nennenswerte Wasserflächen.
Die beiden Freeways 60 und 57 verlaufen durch die Stadt. Die Interstate 10 (Kalifornischer Teil) verläuft direkt im Norden der Stadt und die Interstate 71 direkt im Osten. Die Hauptverkehrsstraßen der Stadt sind die Grand Avenue, der Diamond Bar Boulevard, die Pathfinder Road und der Golden Springs Drive.

## Demografie
Laut der Schätzung 2007 lag das mittlere Einkommen pro Haushalt bei 87.224 US-Dollar, und das mittlere Einkommen einer Familie lag bei 93.185 Dollar. Das durchschnittliche Einkommen bei Männern lag bei 51.059 Dollar, bei Frauen lediglich bei 37.002 US-Dollar. Insgesamt 5 % der Familien und 6 % der Bevölkerung der Stadt lebten unter der Armutsgrenze, einschließlich 5,1 % der unter 18-Jährigen und 6,1 % der über 65-Jährigen.
| Historische Bevölkerungsentwicklung | Historische Bevölkerungsentwicklung | Historische Bevölkerungsentwicklung |
| Zensus                              | Einwohner                           | Veränderung in %                    |
| ----------------------------------- | ----------------------------------- | ----------------------------------- |
| 1970                                | 10,576                              | —                                   |
| 1980                                | 28,045                              | 165,2 %                             |
| 1990                                | 53,672                              | 91,4 %                              |
| 2000                                | 56,287                              | 4,9 %                               |
| 2010                                | 55,544                              | −1,3 %                              |
| 2020                                | 55,072                              | −0,8 %                              |
| U.S. Decennial Census               |                                     |                                     |

### 2010
Der United States Census aus dem Jahr 2010 meldete für Diamond Bar eine Bevölkerung von insgesamt 55.544 Einwohner. Die Bevölkerungsdichte entsprach 3731,5 Einwohner pro Quadratmeile (entspricht 1440,8/km²). Die Bevölkerung unterteilte sich dabei in 52,5 % Menschen asiatischer Herkunft (29.144 Total), 33,2 % Weiße (18.434 Nominal), 4,1 % Afroamerikaner (2288 Nominal), 0,3 % Native Americans (178 Nominal), 0,2 % Pacific Islander (106 Nominal), 5,8 % anderer Herkunft und 3,9 % mit zwei oder mehr Punkten ethnischer Herkunft.
Der Zensus meldete weiterhin, dass 55.415 Einwohner in einem Haushalt lebten, was 99,8 % der Bevölkerung entsprach.
In Diamond Bar gab es in 2010 17.880 Haushalte, wovon 7008 (39,2 %) Haushalte Kinder beherbergten, die unter 18 Jahre alt waren. In 11.792 (66 %) der Haushalte lebten Ehepartner zusammen, während in 2.156 (12,1 %) der Haushalte alleinstehende Frauen und in 856 (5 %) alleinstehende Männer lebten. In 496 Haushalten lebten unverheiratete Paare und in 71 Haushalten gleichgeschlechtliche Ehen oder Lebensgemeinschaften. Die Größe des Durchschnittshaushalts betrug 3,10. 14.843 Haushalte und damit 83 % machten Familien aus; die Durchschnittsgröße einer Familie betrug 3,38.
Der Altersschnitt zeigte eine Verteilung in 11.895 Personen unter 18 Jahren, 5590 Einwohner zwischen 18 und 24 Jahren, 13.585 Einwohner zwischen 25 und 44 Jahren, 17.988 Einwohner zwischen 45 und 64 Jahren und 6486 Einwohner mit 65 Jahren oder älter. Das Durchschnittsalter betrug 41 Jahre. Die Geschlechterverteilung ergab einen Schnitt aus 100 Frauen auf 95,2 Männer. Auf jede 100 weibliche Einwohner unter 18 Jahren kamen 92,3 männliche Einwohner unter 18 Jahre.

### 2000
Laut dem United States Census 2000 lebten in Diamond Bar 56.287 Menschen, es existierten 17.651 Haushalte und insgesamt 14.809 Familien. Die Bevölkerungsdichte betrug 3813,2 Einwohner prü Quadratmeile (ca. 1472,4/km²). Es gab insgesamt 17.959 Wohneinheiten, was einer Dichte von 1216,7 Einheiten pro Quadratmeile (469,8/km²) entsprach. Die ethnische Herkunft setze sich aus 50,4 % Asiaten, 33,3 % Weiße, 3,9 % Schwarze oder Afroamerikaner, 0,33 % Native Americans, 0,12 % Pacific Islander, 7,7 % anderer Herkunft und 4,21 % mit mehr als zwei ethnischer Herkünfte.
Von den 17.651 Haushalten hatten insgesamt 44,4 % der Haushalte Kinder unter 18 Jahren. 68,3 % aller Haushalte lebten in einer Ehe, 11,1 % bestanden aus Frauen ohne Mann und 16,1 % waren Männerhaushalte ohne Frau. Die Durchschnittsgröße eines Haushaltes war 3,18 und die durchschnittliche Familiengröße betrug 3,47.
Die Altersverteilung der Stadt setze sich aus 27 % der Einwohner unter 18 Jahren, 8,8 % von 18 bis 24 Jahren, 29,6 % von 25 bis 44 Jahren, 27,2 % von 45 bis 64 Jahren und 7,5 % von 65 Jahren oder älter zusammen. Das Durchschnittsalter betrug 36 Jahre. Die Geschlechterverteilung ergab einen Schnitt von 100 Frauen zu 96 Männern. Bei unter 18-jährigen Frauen kamen auf 100 weibliche Einwohner insgesamt 92 männliche.

## Politik
Der Stadtrat von Diamond Bar besteht zurzeit aus dem Vorsitzenden Bürgermeister Jimmy Lin. Im Stadtrat sitzen ebenfalls Ruth M. Low, Carol Herrera, Nancy A. Lyons und Steve Tye.

### Öffentlicher Dienst
Das Los Angeles County Sheriff’s Department (LASD) unterhält die Walnut/Diamond Bar Station in Walnut und versorgt so Diamond Bar.
Das Los Angeles County Department of Health Services betreibt das Pomona Health Center in Pomona und betreut darüber Diamond Bar.

### County, Bundesstaat und Bundesstaatliche Vertretung
Diamond Bar gehört zum vierten Distrikt des Los Angeles County Board of Supervisors.
Im Senat von Kalifornien ist Diamond Bar im 29. Senatsdristrikt und wird durch den Demokraten Josh Newman vertreten. Im California State Assembly ist Diamond Bar im 55. Assembly Distrikt und wird durch den Republikaner Phillip Chen vertreten.
Im US-Repräsentantenhaus ist Diamond Bar im 39. Kalifornischen Kongressdistrict vertreten und wird durch den Republikaner Ed Royce repräsentiert.

## Bildung
Die Stadt ist bildungstechnisch in zwei Bereiche unterteilt. Die Schüler des nördlichen Bereichs der Stadt können vier Grundschulen, eine Mittelschule und eine Highschool besuchen, die durch das Pomona Unified School District betreut werden. Schüler im südlichen Bereich der Stadt sind Teil des Walnut Valley Unified School District und besitzen drei Grundschulen, zwei Mittelschulen und eine Highschool.

## Wirtschaft
Laut des 2012 veröffentlichten Finanzreports der Stadt sind die größten Arbeitgeber in Diamond Bar:
| Nr. | Arbeitgeber                                 | Mitarbeiter |
| --- | ------------------------------------------- | ----------- |
| 1   | South Coast Air Quality Management District | 786         |
| 2   | Walnut Valley Unified School District       | 520         |
| 3   | Transcription Services                      | 500         |
| 4   | Travelers                                   | 401         |
| 5   | Magan Medical Inc                           | 300         |
| 6   | Pomona Unified School District              | 210         |
| 7   | Carrescia James-First Team Sns              | 200         |
| 8   | Diamond Bar High School                     | 200         |
| 9   | First Team Real Estate                      | 150         |
| 10  | Baybrook Services Inc                       | 120         |

## Persönlichkeiten aus Diamond Bar
- Alex Morgan (* 1989), 2015 und 2019 Women's World Cup champion, olympische Goldmedaillen-Gewinnerin, Mitglied der Frauen-Fußballnationalmannschaft der Vereinigten Staaten[20]
- Jim Edmonds (* 1970), ehemaliger Major-League-Baseball-Spieler, bekannt durch die Anaheim Angels und die St. Louis Cardinals[21]
- Bob Huff, Senator Kaliforniens[22]
- Tiffany Hwang, koreanisch-amerikanische Sängerin; Mitglied der Band Girls’ Generation[23]
- Jay Kim (* 1939), erster koreanisch-amerikanischer Kongressabgeordneter[24]
- Gary Miller (* 1948), ehemaliger Bürgermeister und Kongressabgeordneter[25]
- Gia Paloma (* 1984), Pornodarstellerin und -regisseurin
- Teddy Park, südkoreanischer Rapper und Produzent; Mitglied der Hip-Hop-Gruppe 1TYM[26]
- Taebin, südkoreanischer Rapper und Sänger; Mitglied der Hip-Hop-Gruppe 1TYM[26]
- Snoop Dogg (* 1971), US-amerikanischer Rapper[27]
- Keith Van Horn (* 1975), ehemaliger NBA-Spieler; spielte mit den Philadelphia 76ers, New Jersey Nets, Milwaukee Bucks und Dallas Mavericks[28]
- Ryan Wendell, Spieler der New England Patriots[29]
- Jason Wright, spielt als Running Back für die Arizona Cardinals[30]